# 김상조 (경제학자)
김상조(金尙祚, 1962년 11월 21일~)는 대한민국의 경제학자이다. 한성대학교 무역학과 교수를 지냈으며 참여연대 등의 시민단체에서 활동하였다. 문재인 정부 출범 후 초대 공정거래위원회 위원장이 되었고, 대통령비서실 정책실장이었다.

## 생애
경상북도 선산군(현 구미시) 출신이다.
한성대학교 무역학과 교수, 참여연대 재벌개혁감시단 단장, 경제개혁연대 소장 등으로 활동하였다. 대표적 진보 경제학자로서 삼성그룹의 지배구조를 비판하면서 '삼성 저승사자'라는 별칭을 갖게 되었다. 경제개혁연대 소장으로서 박영수 특별검사팀의 삼성그룹 지배구조에 대한 이해를 도왔고 이를 통해 삼성전자 부회장 이재용 구속 영장 발부에 기여했다.
제18대 대통령 박근혜 파면 직후인 2017년 3월 15일 더불어민주당 대선 후보 문재인 캠프에 합류했다. 2017년 6월 13일 문재인 정부의 첫 공정거래위원회 위원장으로 임명되었다. 2019년 6월 대통령비서실 정책실장에 임명되었다.

## 학력
- 대일고등학교 졸업
- 서울대학교 경제학과 학사
- 서울대학교 대학원 경제학과 경제학 석사 (학위논문명 - 순부로서의 금융자산의 성격에 관한 연구 : 독점과 경쟁의 관점에서)
- 서울대학교 대학원 경제학과 경제학 박사 (학위논문명 - 설비자금의 동원 및 배분체계에 관한 연구 : 70-80년대 금융부문에 대한 국가 개입의 성격 변화를 중심으로)

## 경력
- 1994년 3월 ~ : 한성대학교 사회과학대학 무역학과 교수
- 1997년 8월 ~ 1998년 6월 : 노사정위원회 경제개혁소위 책임전문위원
- 1999년 4월 ~ 2001년 8월 : 참여연대 경제민주화위원회 부위원장
- 1999년 4월 ~ 2001년 8월 : 참여연대 재벌개혁감시단 단장
- 2000년 3월 ~ 2001년 2월 : 재정경제원 금융산업발전심의회 위원
- 2000년 8월 ~ 2001년 7월 : 영국 케임브리지대학교 방문연구원
- 2001년 9월 ~ 2006년 8월 : 참여연대 경제개혁센터 소장
- 2006년 8월 ~ 2017년 3월 : 경제개혁연대 소장
- 2015년 2월 ~ 2017년 1월 : 한국금융연구센터 소장
- 2017년 6월 ~ 2019년 6월 : 제19대 공정거래위원회 위원장
- 2019년 6월 ~ 2021년 3월 : 대통령비서실 정책실장
- 서울대학교 총동창회 부회장
- 2019년 6월 ~ 2021년 3월 : 국민경제자문회의 당연직위원
- 서울대학교 총동창회 자문위원

## 공정거래위원회 성과
공정거래위원회에서 발표한 <2017년도 사건 및 민원 처리 결과>를 보면, 2016년에 비해 2017년 한 해 동안 공정위가 고발, 시정명령, 과징금 부과 등의 제재를 한 주요 사건 건수가 420건에서 503건으로 20% 늘어났다. 또한 과징금 부과 건수는 149건으로 작년 대비 34.2% 증가했고, 과징금 부과액은 1조 3308억 원으로 65.6% 증가했다. 반면 경고나 자진시정 등 가볍게 처리한 사건은 1,970건에서 1,486건으로 25% 줄었다. 홍대원 공정위 심판총괄담당관은 "공정시장 구현을 위해 엄격한 법 집행을 일관되게 강조하고 실천한 것이 사건 처리 결과에서 나타난 것으로 보인다"고 자평했다. 또한 공정위 관련 민원·신고는 4만 1894건으로 전년 대비 31.8% 증가한 반면, 실제 사건으로 다룬 건수는 3188건으로 16% 감소했다. 이에 대해 홍 과장은 "문재인 정부 출범과 김상조 위원장 취임 이후 억울함을 하소연하거나 피해구제에 대한 기대를 가진 민원·신고가 쇄도했다. 이 중 상당수는 시효가 이미 지난 사건, 과거 신청했던 민원을 재신청한 사건, 민·형사 소송 대상인 사건"이라고 설명했다.

## 평가
2018년 5월 한국경제신문이 각계 전문가 140명을 대상으로 한 설문조사 결과, 김상조는 청와대 및 행정부 경제라인 업무 평가(10점 만점)에서 평가 대상인 10명 가운데 6.12점을 받아 3위에 올랐다. 1위는 김동연 경제부총리, 2위는 최종구 금융위원장이다.